# 李夔龍
李夔龍（？—1629年），字繼賡，號揚虞，福建南安人，明朝政治人物，同進士出身。

## 生平
萬曆三十八年（1610年）登庚戌科進士。初授徽州府推官，乙卯丁父憂，起補彰德府。歷官吏部主事，遭彈劾罷官。天啟五年（1625年）復官，進郎中。聽從崔呈秀指示，引用心術不正的人，谄媚魏忠賢。擢太常寺少卿。不久。遷左僉都御史。三殿成，進左副都御史。與吳淳夫、田吉、崔呈秀、倪文煥並稱「五虎」。崇禎嗣位，處置閹黨，淳夫、文煥、吉、夔龍，按上林苑典簿樊維城、戶部員外郎王守履所言，皆下獄處死。

## 家族
父李烛，字德莹，号鹤汀。